# Running Up That Hill (Within Temptation-single)
Running Up That Hill er syvende single fra det hollandske band Within Temptation. Sangen "Running Up That Hill" er en genindspilning af en single fra Kate Bush med samme navn.
Singlen er tillige udgivet i en version med en DVD inkluderet. 

## Sange
1. Running Up That Hill – 3:58
2. Running Up That Hill (Live At Edison's, Amsterdam) – 4:01
3. Deceiver of Fools (Live At Lowlands) – 7:40
4. Caged(Live At Lowlands) – 5:52
5. Never-Ending Story (Live At Lowlands) – 4:22

## Sange - DVD-version
1. Running Up That Hill – 4:00
2. Running Up That Hill (Live @ Edison's, Amsterdam) – 4:00
3. Mother Earth (Recording Radio 2 – Metropole Orchestra) – 3:31

## DVD
1. Running Up That Hill Video
2. Running Up That Hill Live @ Edison's, Amsterdam
3. Making of The Video Running Up That Hill
4. Backstage Tour Report Of The European Tour 2003
5. Photo Gallery Running Up That Hill